# Channa barca
Cá lóc hoàng đế (Danh pháp khoa học: Channa barca) là một loài cá lóc trong chi Channa (cá quả/cá lóc) thuộc họ Channidae có nguồn gốc từ Ấn Độ (Assam, Tây Bengal, Nagaland?), Bangladesh và có thể có ở Nepal. Mẫu điển hình thu thập gần Goalpara, một thành phố nhỏ nằm ở bờ nam sông Brahmaputra của bang Assam, Ấn Độ.
Tại Assam, tên địa phương của nó là cheng garaka hay garaka cheng. Cá lóc hoàng đế còn được mệnh danh là một trong những loài cá cảnh có giá bán đắt nhất thế giới. đặc biệt là cá lóc hoàng đế đang được dân chơi cá ưa chuộng và phát triển mạnh ở Mỹ, Nhật Bản, Singapore, Trung Quốc và Việt Nam.

## Đặc điểm
C. barca có kích thước dài tối đa tới 105 cm.
Cá lóc hoàng đế trưởng thành có đặc điểm dễ phân biệt với các loài các lóc khác là chúng có màu chủ đạo là xanh xám hoặc xanh dương và có các chấm đen trên thân. Phần đuôi của cá lóc hoàng đế có màu đỏ cam hơi nhạt rất dễ để nhận biết. Cá có vây bơi màu vàng cam và có nhiều chấm nhỏ trên vây bơi. Chúng còn có cái đầu khá ấn tượng.

## Tập tính
Thông thường cá lóc hoàng đế ăn các loại thức ăn có ngoài tự nhiên như cá, tép, ếch nhái và một số loài côn trùng khác. Nhưng khi được nuôi nhân tạo, nó cũng có thể ăn thức ăn dạng viên công nghiệp. Việc nhân giống cá lóc hoàng đế rất khó khăn và rất hiếm trại có thể nhân giống được nên giá của loài cá này ngày càng có xu hướng tăng cao hơn. Cá lóc hoàng đế khá hiền nên có thể ghép nuôi chung với một số loài cá cảnh khác.
Việc nuôi cá lóc hoàng đế khá đơn giản, không cần máy tạo oxy và cũng không cần thay nước thường xuyên, chỉ cần bể cá rộng và đặt thêm vào bên trong bể nhiều cây, lá rong, các viên đá, sỏi và các cành cây tạo không gian tự nhiên và điều chỉnh nhiệt độ nước từ 18–30 độ C là cá có thể sinh trưởng và phát triển tốt.

## Giá trị
Tại Việt Nam, trong khi cá lóc thông thường (cá quả) ngoài chợ bán mỗi kg khoảng từ 60.000 - 130.000 đồng, thì cá lóc hoàng đế được nhập về Việt Nam chơi cảnh có giá bán lên đến hàng nghìn đôla. Cá lóc hoàng đế du nhập vào Việt Nam được nhiều dân chơi săn tìm. Chúng có giá bán từ 20 triệu đồng cho tới hàng nghìn đôla mỗi con. Cá hoàng đế được nhập về thường có size từ 18 cm đến 22 cm, cũng có khi nhập những con 45–50 cm, nhưng có giá lên đến cả nghìn đô. Còn những con 70–80 cm (max size 90 cm) giá lên đến trên 6.000 USD (khoảng hơn 130 triệu đồng) vẫn thu hút dân chơi.
Có rất nhiều loài cá lóc cảnh khác nhau, được nhập về Việt Nam. Trong đó nổi bật nhất là cá lóc hoàng đế, cá lóc nữ hoàng, cá lóc trân châu đỏ, cá lóc pháo hoa đông ấn, cá lóc mắt vẩy rồng kalimanta đỏ... được nhiều người chơi cá cảnh ở Hà Nội, Sài Gòn ưa chuộng. Giá các loài cá cảnh trung bình từ vài chục nghìn đồng đến vài triệu đồng/con, song riêng cá lóc hoàng đế có giá bán cao vượt trội hơn, có con lên đến vài nghìn đô nên không phải ai cũng có tiền chơi được mà phải là các gia đình có điều kiện, đặc biệt phải là dân chơi. đây là một thú chơi xa xỉ của các gia đình giàu có.